# Tallbarkbagge
Tallbarkbagge (Bothrideres contractus) är en skalbaggsart som först beskrevs av Geoffroy 1785.  Tallbarkbagge ingår i släktet Bothrideres, och familjen rovbarkbaggar. Enligt den finländska rödlistan är arten akut hotad i Finland. Enligt den svenska rödlistan är arten starkt hotad i Sverige. Arten förekommer på Gotland, Öland och Svealand. Arten har tidigare förekommit i Götaland, Nedre Norrland och Övre Norrland men är numera lokalt utdöd. Artens livsmiljö är naturmoskogar.